# História da Espanha (1700–1808)
O Reino da Espanha (em espanhol: Reino de España) é também referido pela historiografia contemporânea como Espanha borbônica ou Espanha dos Bourbons no período que se estende de 1700 a 1808 e que corresponde ao predomínio de monarcas espanhóis oriundos da Casa de Bourbon. A vida política da Espanha adentrou uma nova era histórica após a morte de Carlos II de Espanha em 1700 se deixar herdeiros legítimos ao trono espanhol e encerrando, desta forma, o reinado da Casa de Habsburgo após aproximadamente dois séculos.
Carlos II, no entanto, havia selecionado Filipe, Duque de Anjou como seu herdeiro o que não foi aceito por pretendentes reais da Casa de Habsburgo. A subsequente Guerra da Sucessão Espanhola foi um dos principais conflitos armadas do continente europeu nos séculos XVII e XVIII principalmente por ter envolvido uma grande quantidade de nações monárquicas em duas frentes de combate. O subsequente Tratado de Utreque de 1715 reconheceu a vitória e o direito dinástico de Filipe de Anjou, dando início oficialmente ao reinado de monarcas da Casa de Bourbon no trono espanhol.
Durante o reinado de cinco monarcas consecutivos, a Espanha vivenciou um período de intensas reformas estruturais e renovação de valores políticos e culturais apesar do marcante declínio vivenciado por seu seu vasto Império colonial. A Espanha foi um centro germinador dos ideais do Iluminismo, os quais exportou para suas colônias americanas ao longo do século XVIII. Entretanto, a disseminação de ideias iluministas entre a classe burguesa colonial somada à destituição dos monarcas borbônicos pela invansão de Napoleão Bonaparte em 1808 acarretou no enfraquecimento do poderio colonial espanhol e no consequente processo de independência de suas colônias ao longo da primeira metade do século XIX.
Apesar do termo historiográfico "Espanha Borbônica" ser referente especificamente a este período da história espanhola no século XVIII, a Espanha voltou a ser governada por monarcas da Casa de Bourbon em 1814 até 1868, quando a Revolução Gloriosa Espanhola estabeleceu no trono os monarcas da Casa de Saboia. Posteriormente, a Dinastia Bourbon foi restaurada ao poder e reinou novamente de 1874 a 1931, quando foi instaurada Segunda República Espanhola. Desde a década de 1970, após o período de transição e redemocratização, a Espanha têm sido governada por um sistema monárquico constitucional liderado pela Casa de Bourbon.

## História

### Ascensão de Filipe V (1701)

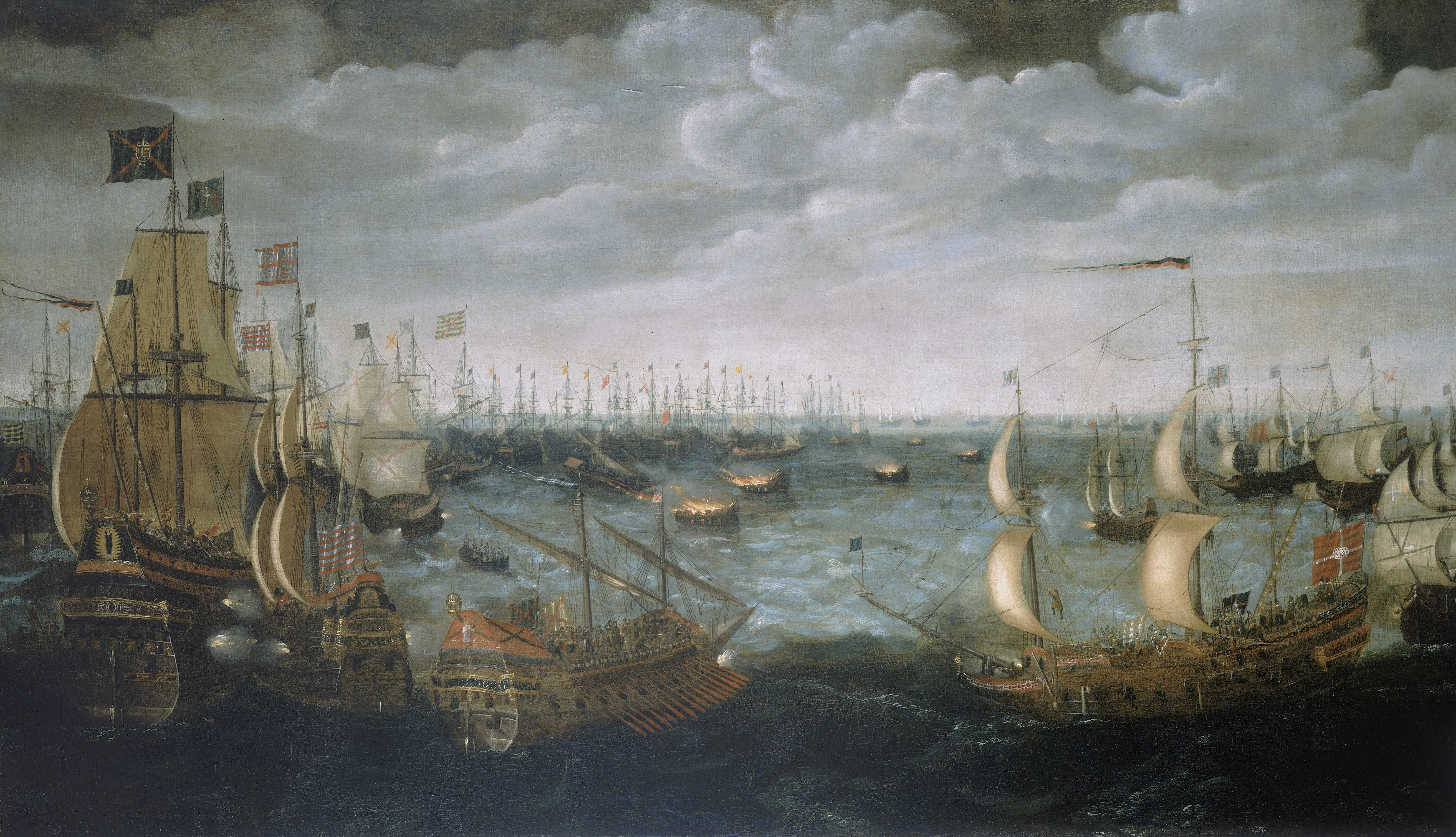
Desde o século XVI, a Espanha vinha estabelecendo um extenso império colonial alicerçado principalmente na sobrepujança de sua marinha de guerra.

Os últimos anos de reinado do Habsburgo Carlos II de Espanha, considerado deficiente mental e sem herdeiros ao trono, foram tomados pelas negociações políticas acerca de sua eventual sucessão dinástica. A Espanha, imersa numa potencial crise política, tornava-se um império global em decadência e muito mais fraca em comparação aos países vizinhos. A ausência de herdeiros legítimos ao trono espanhol e suas limitações físicas impediam Carlos II de liderar as questões políticas de seu reinado com a mesma eficácia de seus antecessores. Uma combinação de desafios econômicos, um Estado severamente burocratizado e as sucessivas derrotas militares nos embates contra a França no final do século XVII tornavam a Espanha um império global declinante.
Ao longo dos séculos anteriores, a vastidão territorial e as riquezas angariadas pelo império ultramarino espanhol através de suas colônias no Novo Mundo e no Pacífico juntamente com sua poderosa frota marítima haviam tornado a Espanha uma grande potência política europeia e parte significante dos arranjos de poder no continente. Havia, portanto, um temor por parte de alguns grupos políticos de que o trono espanhol fosse assumido por um membro da Casa de Bourbon e gerasse, então, um tipo de união pessoal entre os dois países favorecendo inigualavelmente os monarcas franceses. Por outro lado, a manutenção de um reinado espanhol pelos membros austríacos da Casa de Habsburgo seria favorável à permanência das condições políticas e econômicas do reino. O cenário político europeu do século XVII foi dominado principalmente pela questão sucessória espanhola e seu impacto no equilíbrio de poder entre as grandes potências europeias.
| “ | Agora já não há mais os Pirenéus! | ” |

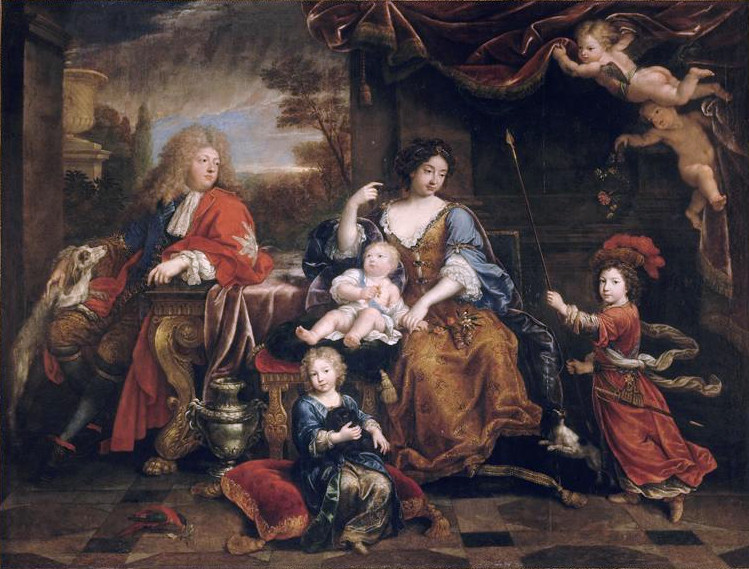
A Família do Grande Delfim (1687), por Pierre Mignard, retrata Luís, o Grande Delfim com Filipe, Duque de Anjou e seus demais filhos.

A França borbônica e a Áustria habsburga e seus respectivos aliados travaram um extenso conflito para determinar o sucessor de Carlos II ao trono espanhol. A consequente Guerra da Sucessão Espanhola se estendeu de 1701 a 1714 e foi vencida em termos militares pelos franceses. No entanto, o Tratado de Utreque (1715) encerrou oficialmente o conflito determinando novos arranjos territoriais que reduziram a presença espanhola no continente europeu e impedindo uma eventual união dinástica entre monarcas espanhóis e franceses. A ascensão de Filipe V de Espanha em 1701 deu início ao reinado da Dinastia Bourbon no trono espanhol e uma ramificação de espanhóis na Casa de Bourbon. O período subsequente foi marcado por um alinhamento político entre as duas nações uma vez que avô e neto governavam França e Espanha, respectivamente. Sob o reinado de Filipe V - o herdeiro escolhido pelo próprio Carlos II - a presença espanhola na Europa foi reduzida à própria Península Ibérica após a cessão de territórios espanhóis na Península Itálica, a captura de Gibraltar e Minorca pela Grã-Bretanha em 1704 e a transferência dos Países Baixos ao Império Austríaco em 1714.

### Reinado de Filipe V (1701-1724)
Reformas administrativas

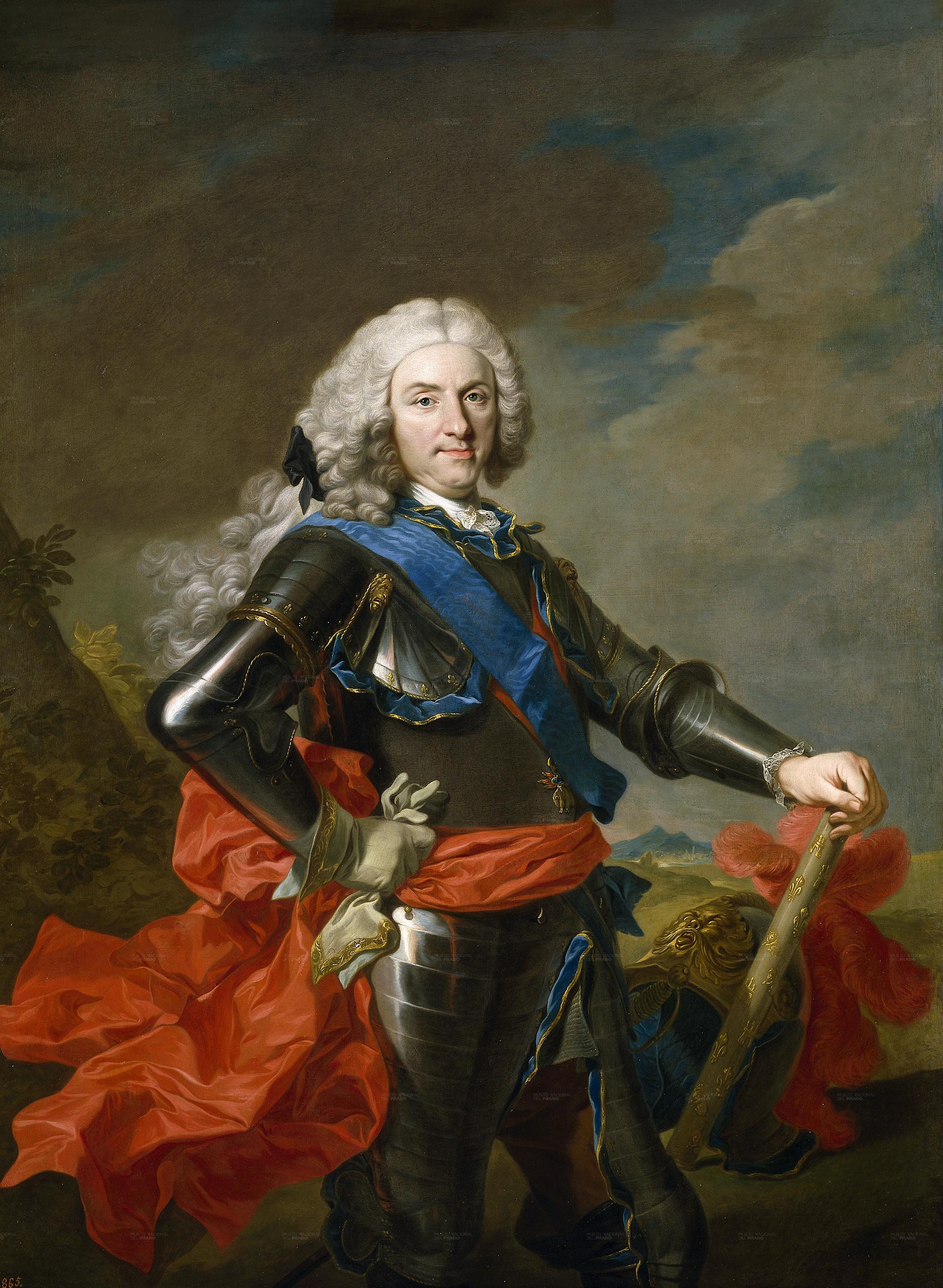
Seguindo o perfil monárquico de seu avô, Luís XIV, Filipe V adotou uma política centralizada e unificada em todo o Império Espanhol.

Filipe V assumiu a posição de um administrador fortalecido, centralizando o poder político espanhol ao suspender o sistema de cortes regionais que vigoravam desde pelo menos a Unificação espanhola no século XV. O monarca também deu início à uniformização das leis nas várias regiões do Império Espanhol ao eliminar a aplicação dos fueros. Através dos Decretos de Nova Planta (1716), a Espanha aboliu o sistema de monarquia composta e passou a ser governada diretamente da corte real em Madrid. Um dos efeitos imediatos da centralização do poder em Madrid foi o enfraquecimento de levantes regionais por grupos que ainda apoiavam o direito austríaco ao trono espanhol, movimento muito difundido ainda em regiões como Aragão. Os Decretos de Nueva Planta eliminaram essa autonomia regional e sufocaram eventuais revoltas contra o reinado da Casa de Bourbon. "A conquista mais duradoura do reinado de Filipe V foi estabelecer, pela primeira vez desde os romanos, uma política única e unitária."

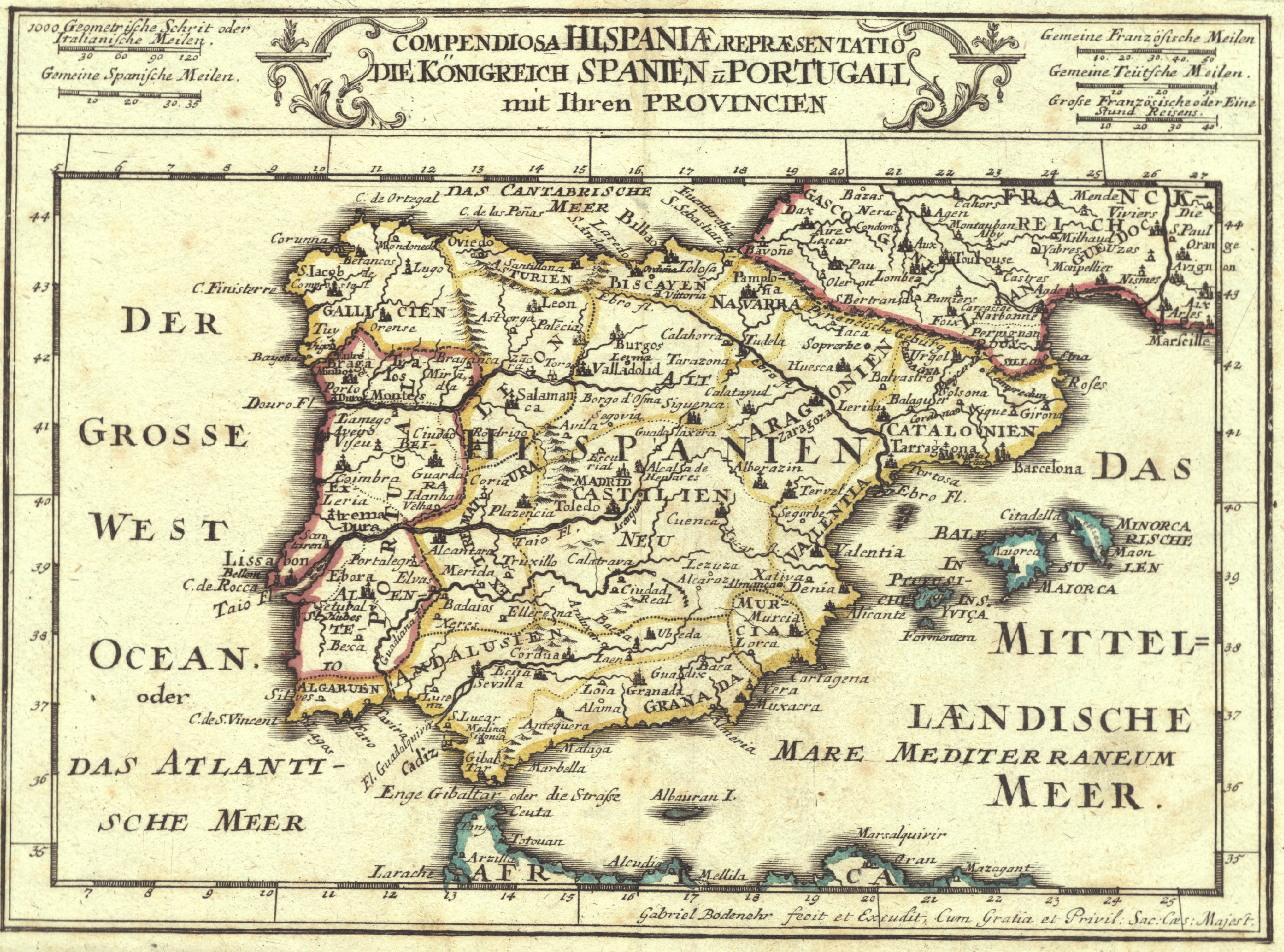
Divisões administrativas espanholas (Intendencias del Reino) na década de 1720.

A ascensão da Dinastia Bourbon também eliminou o sistema de governo conciliar dos Habsburgos, substituindo os conselhos de Estado por quatro secretarias de Estado que, posteriormente, foram ampliadas para os Ministérios da Coroa: Ministério de Estado e Negócios Estrangeiros, Ministério de Caridade e Justiça; Ministério de Exército e Marinha e Ministério das Índias (que administrava o governo das colônias ultramarinas do Império Espanhol). Os quatro Ministros de Estado formavam um "conselho de gabinete" e reportavam-se diretamente ao monarca. As demais reformas administrativas incluíram a divisão da Espanha em oito Intendências do Reino chefiadas por um oficial militar (Intendente) e foi estabelecida uma audiência para a administração das questões judiciais em cada uma delas. Os administradores a nível local (corregedores) - que já existiam desde o Reino de Castela - foram nomeados para os demais reinos. Na reforma tributária, alguns títulos emitidos pela Coroa espanhola foram suspensos enquanto outros tiveram suas taxas de juros rebaixadas.
Conflitos militares

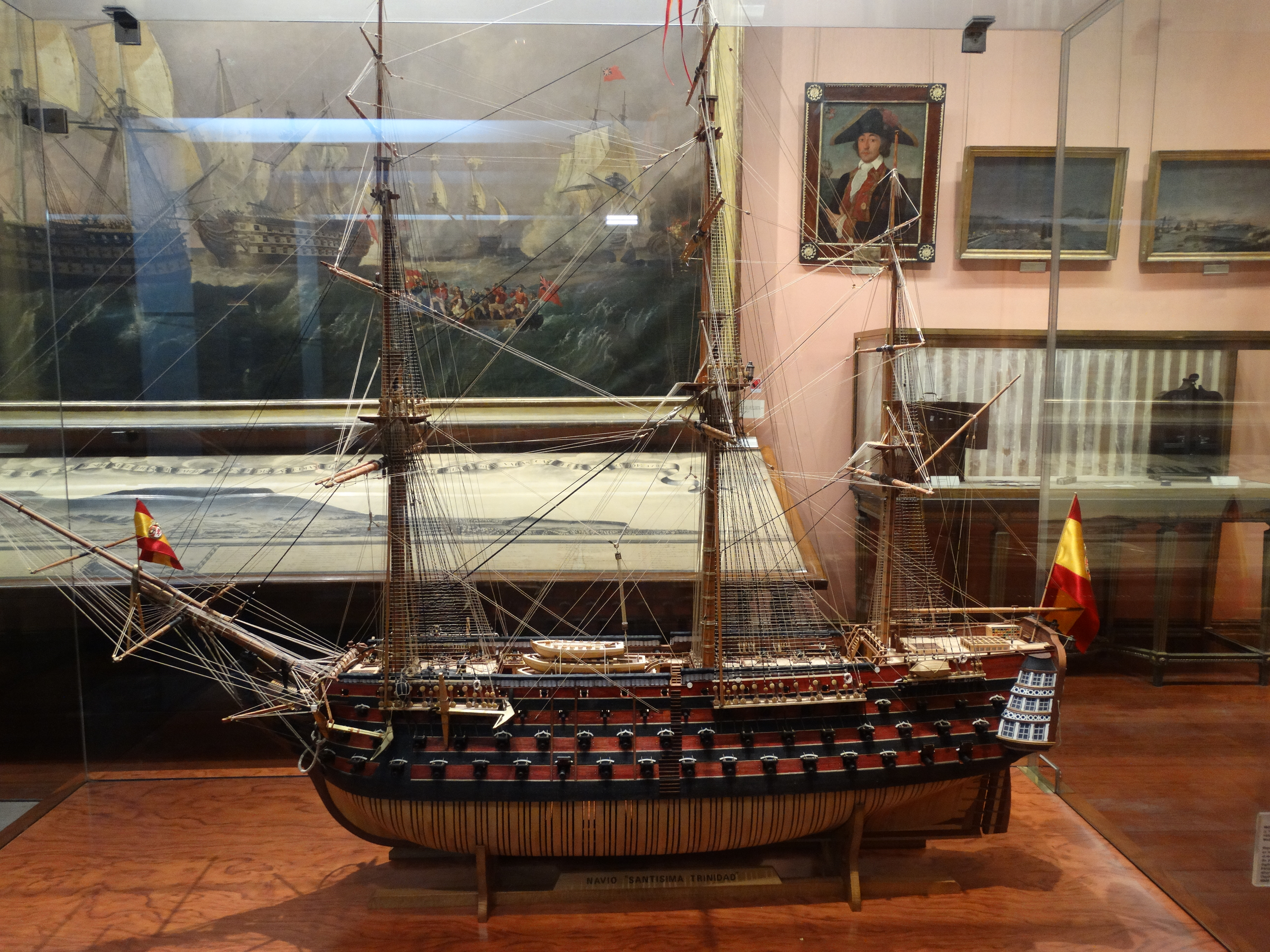
Maquete do navio Nuestra Señora de la Santísima Trinidad no Museu Naval de Madrid. O fortalecimento da Armada Espanhola foi uma das prioridades dos reinados de Filipe V e Carlos III.

A política do reinado de Filipe V foi dominada basicamente pela influência de sua segunda consorte, Isabel Farnésio. Filipe V adotou uma política externa agressiva que envolveu a Espanha em uma série de guerras custosas ao longo de seu reinado. A perda de grande parte dos territórios europeus prometidos à Casa de Bourbon pelo testamento de Carlos II e sua ambição pessoal resultaram em uma série de contestações indiretas ao Tratado de Utreque. Oriunda da casa ducal de Parma, Isabel Farnésio aliou-se ao Ministro-chefe da Espanha Cardeal Giulio Alberoni em busca de reaver os territórios espanhóis perdidos na Guerra de Sucessão. Entretanto, um esforço conjunto de britânicos e holandeses durante as décadas seguintes impediu que a Espanha obtivesse seus objetivos expansionistas.
Em 1717, Filipe V invadiu a Sardenha, um dos territórios cedidos para a Áustria após a Guerra da Sucessão Espanhola. A invasão da Sicília, no entanto, levou à formação da chamada "Quádrupla Aliança" entre Grã-Bretanha, França, Áustria e Países Baixos. Em 1720, envergonhado pelo fracasso da Armada Espanhola nos conflitos marítimos e as derrotas do exército espanhola na Guerra da Quádrupla Aliança (1718-1720), Filipe V dispensou o Cardeal Alberoni e assinou um tratado de paz com a Áustria que reconhecia definitivamente as disposições do Tratado de Utreque.
Os espanhóis novamente tentaram recuperar parte de seus territórios perdidos durante a Guerra Anglo-Espanhola de 1727-1729. Através de uma aliança estratégica com os austríacos, a Espanha tentou retomar suas antigas bases navais no Mediterrâneo - especialmente Minorca e Gibraltar - dos britânicos. Como reação, o Secretário do Exterior britânico Visconde Townshend liderou uma aliança com França e Países Baixos que eventualmente impediu uma segunda anexação do Mediterrâneo pelos espanhóis. A França, por sua vez, invadiu o País Basco enquanto holandeses e britânicos investiram contra as colônias espanholas no Novo Mundo, interferindo fortemente na remessa de metais preciosos e riquezas destas regiões para a Espanha. Em 1729, isolado no conflito e sem grande alternativas de alianças militares, Filipe V abandonou suas reivindicações territoriais. A Espanha, porém, ainda conseguiu reaver os ducados italianos de Parma e Placência e Toscana.

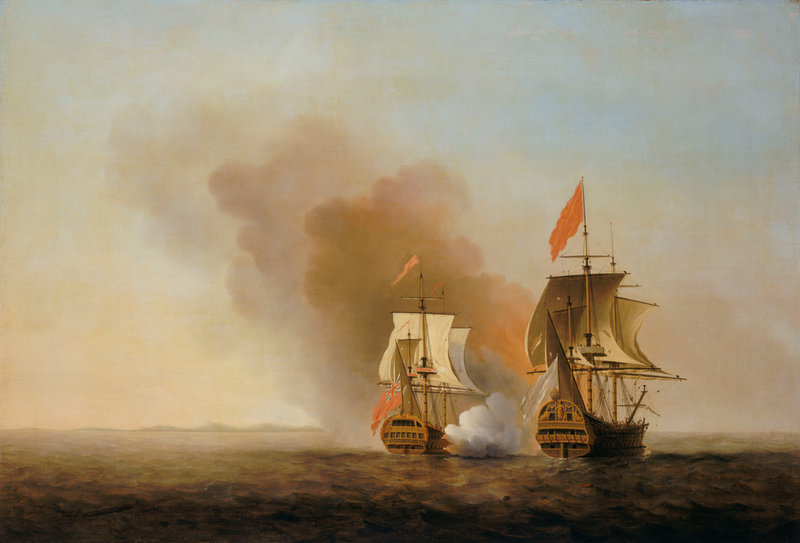
A Guerra da Orelha de Jenkins, travada entre 1739 e 1748, foi um embate direto entre os interesses coloniais de Espanha e Grã-Bretanha.

Após as derrotas militares em 1729, a Espanha reduziu consideravelmente sua política expansionista e passou a buscar maior apoio de nações vizinhas como a França. Durante a Guerra da Sucessão Polaca, Filipe V buscou uma maior aliança com os membros franceses da Casa de Bourbon e garantiu a conquista dos reinos de Nápoles e Sicília para seu filho Carlos, Duque de Parma. A partir de 1733, o Pacto de Família (Pacte de Famille) firmado com seu primo Luís XV aproximou os dois ramos da Casa de Bourbon pela primeira vez após os conflitos da Quádrupla Aliança. A disputa de predomínio colonial com a Grã-Bretanha, acirrada ainda mais pela Guerra da Orelha de Jenkins (1739-1741), levou Filipe V a apoiar os franceses em seus conflitos europeus. No eclodir da Guerra de Sucessão Austríaca (1740-1748), a Espanha adentrou como uma frente secundária em apoio à França buscando paralelamente retomar seus territórios no norte da Itália. O sucesso de Filipe V nestes conflitos ao lado da França restaurou a Espanha como uma potência regional e territorial, culminando no acréscimo de territórios que não pertenciam anteriormente aos espanhóis.
Ministério Ensenada
No final de seu reinado, Filipe V decidiu deixar as reformas de seu governo a cargo de seus ministros de Estado. Em 1736, o jovem e ambicioso estadista Zenón de Somodevilla y Bengoechea foi criado Marquês de Ensenada em reconhecimento por sua bem-sucedida política diplomática após a Guerra da Sucessão Polaca. Anos depois, em 1748, Somodevilla tornou-se o favorito de Filipe V e Isabel Farnésio ao assumir o cargo de Secretário de Estado. O Marquês de Ensenada buscou uma política externa cautelosa e independente que distanciasse seu país da França ou da Grã-Bretanha e desejava um cenário global estável e pacífico. Visando reformar as instituições públicas espanholas, Ensenada encomendou um relatório geral sobre a administração colonial da América espanhola aos economistas Jorge Juan y Santacilia e Antonio de Ulloa. O Relatório Santacilia-Ulloa, compilado no formato do diário Uma Viagem à América do Sul (1748), afirmava que o Império ultramarino espanhol vinha sendo administrado de forma ineficiente e incompetente pelos criollos (colonos descendentes de espanhóis nascido na América) bem como sua forte rivalidade com os peninsulares (colonos nascidos na Espanha e que residiam na América).

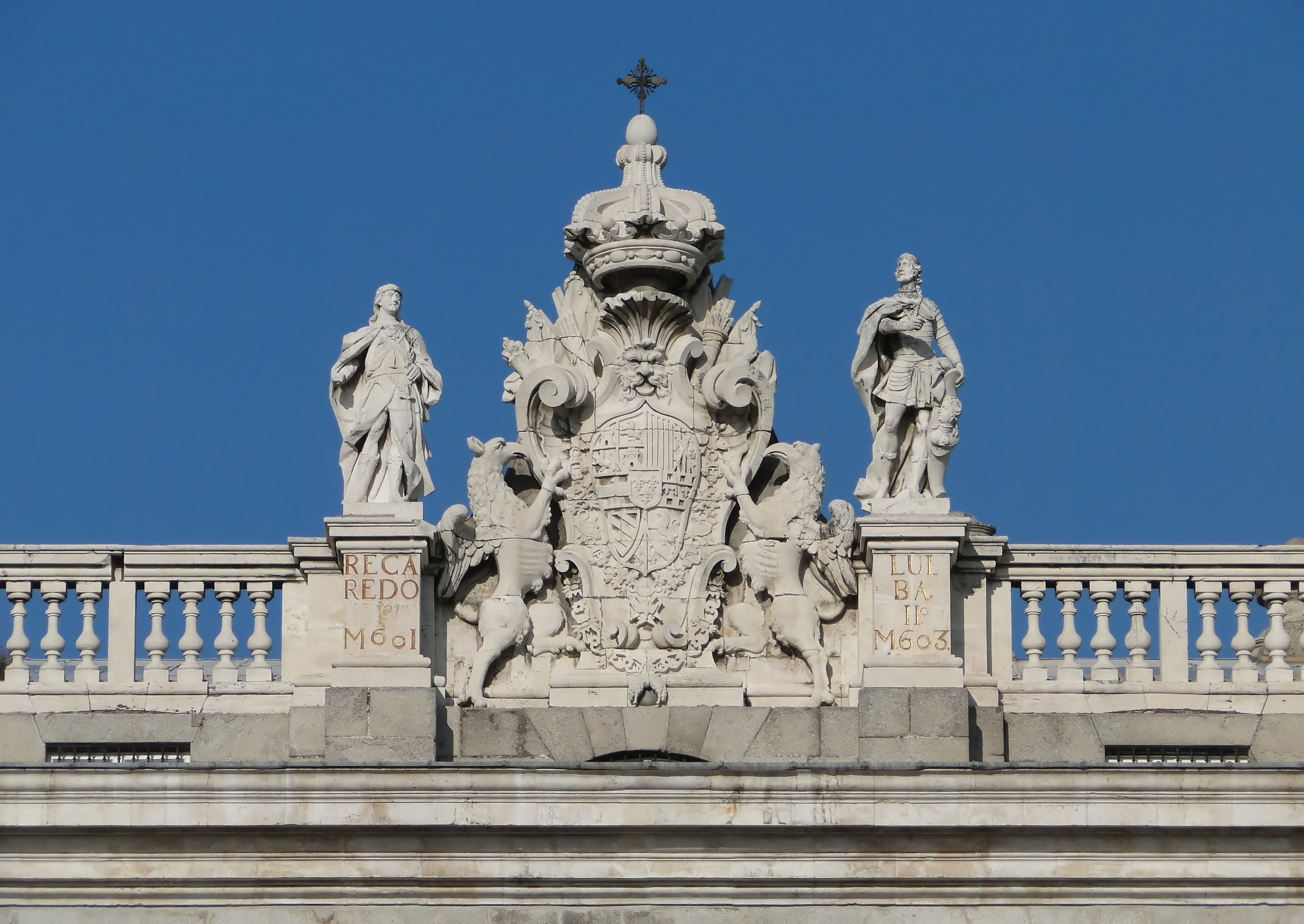
Escultura na fachada do Palácio Real de Madrid que exibe o Real Brasão de Armas de Filipe V adornado pelos colares da Ordem do Tosão de Ouro e da Ordem do Espírito Santo.

### Reinado de Fernando VI (1746–1759)

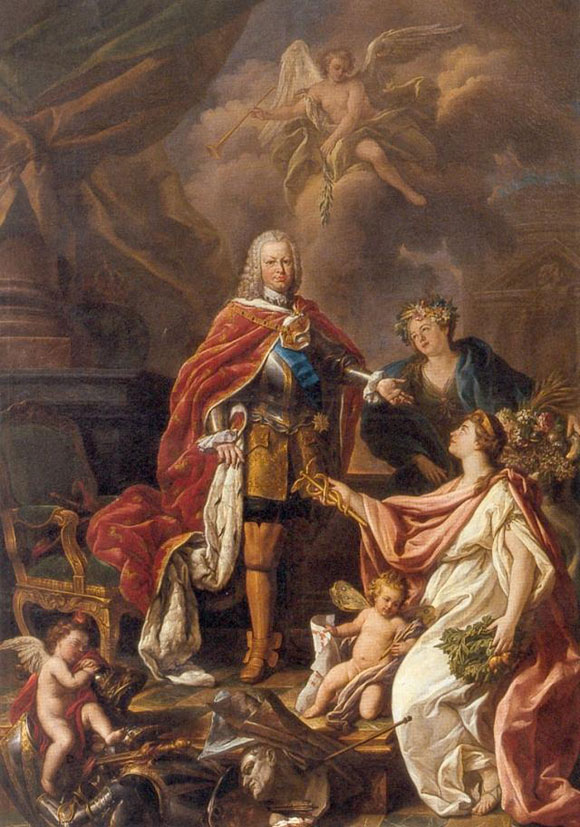
Fernando VI era comumente retratado como o "Rei Pacífico".

O desfecho da Guerra da Sucessão Austríaca permitiu ao Marquês de Ensenada uma vitória que consolidou sua popularidade na Espanha. No entanto, dois anos antes do fim da guerra, Filipe V morreu e foi sucedido por Fernando VI, filho de seu primeiro casamento com Maria Luísa de Saboia e que cresceu sob a influência dominadora de sua madrasta Isabel Farnésio. Isabel Farnésio gradualmente afastou-se dos assuntos públicos até deixar a corte efetivamente à mesma medida em que a nova rainha consorte espanhola, Maria Bárbara, assumia um papel cada vez maior nas decisões políticas. Maria Bárbara, que pertencia à Casa de Bragança, e Fernando VI adotaram uma política de neutralidade em contraste à política expansionista e irredentista de Filipe V e Isabel Farnésio.
O reinado de Fernando VI colheu os efeitos das reformas burocráticas de Filipe V. Fernando VI ficou conhecido por seu espírito caridoso e pacificador, especialmente por decisões como a isenção de impostos à Andaluzia após um período de secas em 1755 e destinando recursos para a reconstrução da região. Enquanto monarca, Fernando VI transferia muitas de suas principais decisões aos seus ministros de Estado preferindo um papel mais cerimonial.
Ensenada continuou a ser o principal membro da corte real espanhola nos primeiros anos do reinado de Fernando VI. Após uma aliança bem-sucedida com a França na Guerra da Sucessão Austríaca, Ensenada buscou o fortalecimento desse vínculo como meio de garantir a paz da Espanha e impedir o sucesso dos interesses britânicos em seu império colonial. Por outro lado, as políticas continentais de Ensenado sofreram oposição de espanhóis que acreditavam no sucesso de uma aproximação com os britânicos e seus aliados. Estes, liderados por José de Carvajal y Lancaster, conseguiram a assinatura do Tratado de Madrid em 1750 que encerrou as disputas entre portugueses e espanhóis pelo domínio da Banda Oriental. Pelo acordo, os espanhóis mantinham o controle sobre os Sete Povos das Missões e cediam a região do rio da Prata aos portugueses. A proposta (fortemente criticada tanto pela Companhia de Jesus quanto pelos britânicos) levou a uma resistência liderada pelos jesuítas e seus aliados guaranis na região que desencadeou na Guerra dos Sete Povos. O conflito de três anos de duração deteriorou as relações entre a Coroa espanhola e os jesuítas e inaugurou um período de políticas contrajesuítas na Espanha e em Portugal a partir de 1767, que seriam continuadas no reinado de Carlos III.

### Reinado de Carlos III (1759–1788)

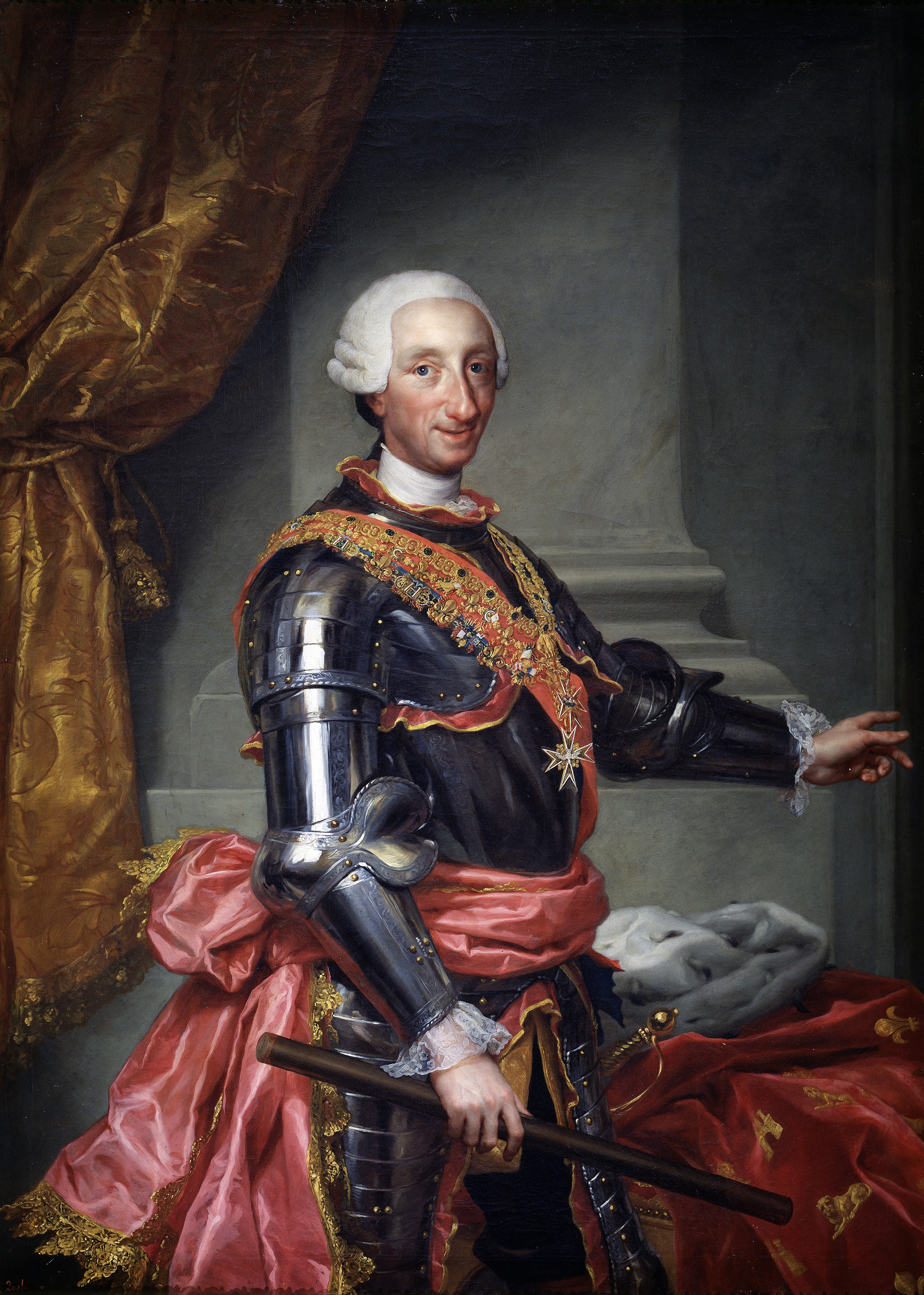
Carlos III figura como um monarca despótico que retomou as ambições expansionistas dos espanhóis.

Fernando VI morreu em 1759 e foi sucedido por seu meio-irmão, Carlos, Duque de Parma que era filho de Filipe V e sua segunda esposa, Isabel Farnésio. Carlos III não esperava inicialmente que ascender ao trono da Espanha, o que só ocorreu diante da ausência de herdeiros de Fernando VI. Os últimos anos de reinado de Fernando VI foram caracterizados por um inchaço burocrático crescente e "atraso na tomada de decisões importantes". A preocupação de Carlos III era uma eventual cisão do Império colonial espanhol entre franceses e britânicos. Desde os 16 anos de idade liderando o Ducado de Parma e Placência, Carlos tinha uma forte experiência política com o despotismo esclarecido e um caráter militar sobressalente exemplificado por suas conquistas de Nápoles e Sicília quando assumiu o título de "Rei das Duas Sicílias".
Carlos III foi apresentado ao despotismo por seu mentor siciliano, Bernardo Tanucci. Embora Tanucci tenha permanecido no Reino das Duas Sicílias como conselheiro de Fernando I, Carlos III levou para a Espanha um grupo de conselheiros adeptos do despotismo italiano que viam potencial na modernização das instituições públicas espanholas. Um desses italianos, Leopoldo de Gregorio, foi o arquiteto da primeira fase das reformas de Carlos III. Criado Marquês de Esquilache em 1755, Gregorio foi um dos principais estadistas da Espanha desde a ascensão de Carlos III até sua  própria morte em 1785.
Guerra dos Sete Anos

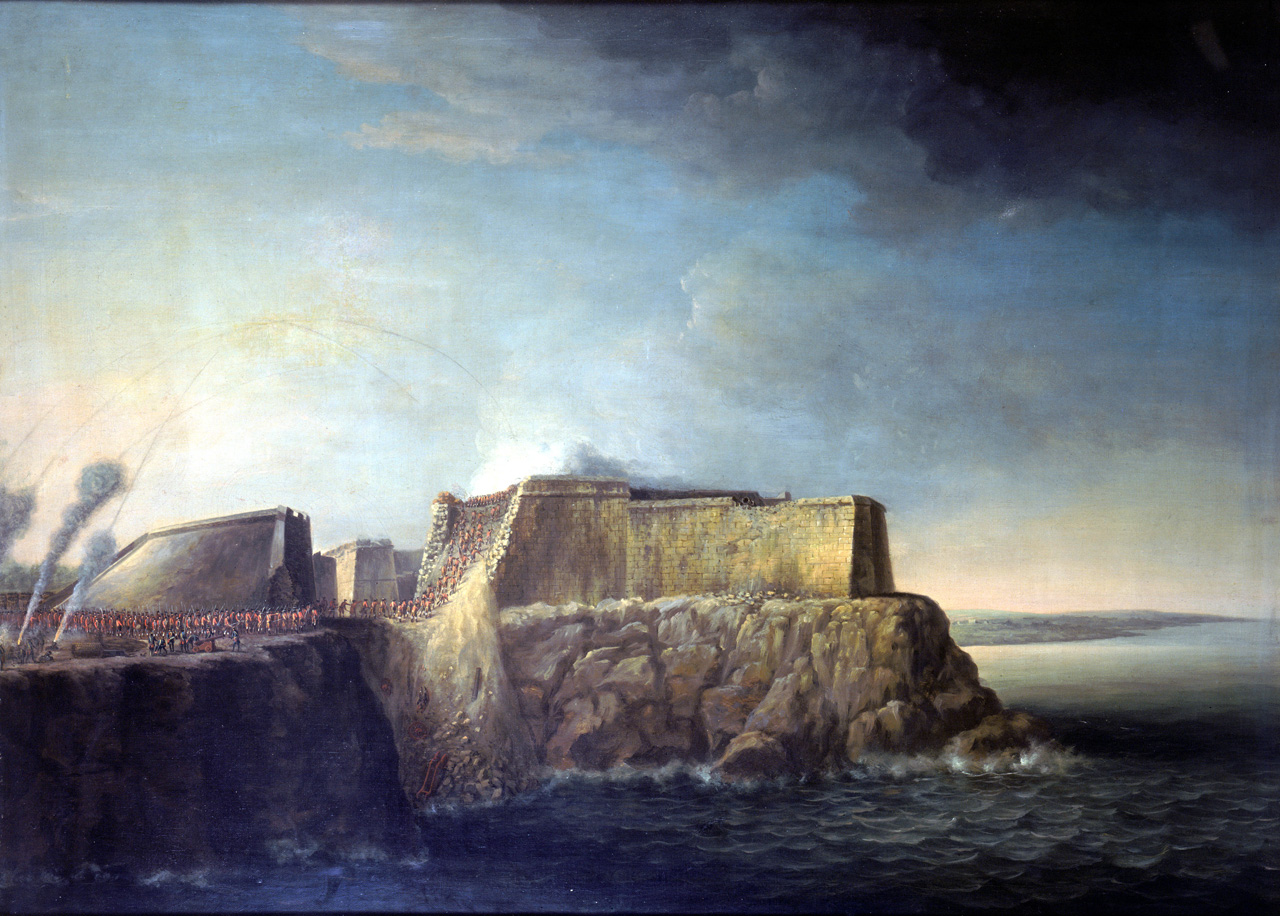
A captura de Havana e Manila pelos britânicos foi um duro golpe contra o predomínio colonial espanhol na América durante o reinado de Carlos III.

Apesar da eclosão da Guerra dos Sete Anos em 1756, a Espanha conseguiu permanecer estritamente neutra sob o governo ministerial de Ricardo Wall, que continuou a liderar o governo da Espanha nos primeiros anos de reinado de Carlos III. No entanto, diante de sua notória antipatia pelos britânicos, o monarca interveio no conflito em apoio à França a partir de 1762. A Espanha fracassou na guerra e acabou por perder Havana e Manila dentro um ano de conflito. A Flórida espanhola foi cedida aos britânicos, que também asseguraram o controle britânico sobre Minorca e Gibraltar em 1763, enquanto a França cedeu o vasto território da Luisiana à Espanha como compensação de guerra. Após o Tratado de Paris de 1763 reconhecer o predomínio do Império Britânico no continente americano, a Espanha voltou-se ao seu desenvolvimento interno.
Reformas Borbônicas

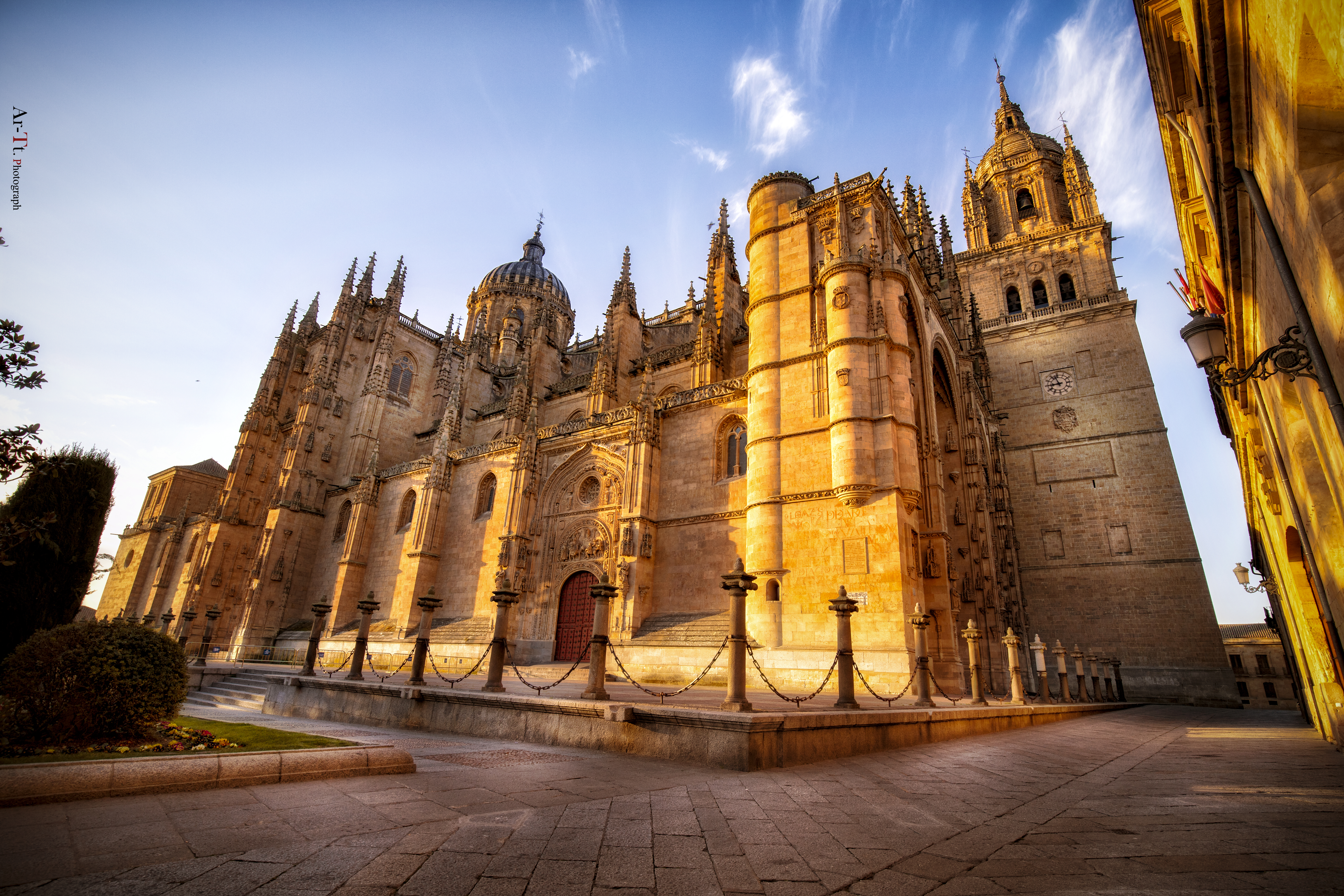
Antes das Reformas borbônicas, a Igreja Católica acumulava uma expressiva quantidade de terras na Espanha. Na foto, a Catedral Nova de Salamanca, consagrada em 1733.

Essencialmente a maior proprietário de terras da Espanha, a Igreja Católica havia sido tratada com grande privilégio pelos monarcas espanhóis do século XVII - Filipe IV, em particular, doou grandes extensões de território ao Papado como forma de expressar sua devoção religiosa. Grande parte destas terras não foi utilizada e grande parte do restante do país era propriedade de fidalgos que dependiam financeiramente do Estado. O sistema havia tornado-se obsoleto há séculos e o considerável aumento populacional gerava grande pressão sobre o governo para novas reformas. Assim como em Portugal, a antiquada burocracia da Espanha tornou-se dependente da renda e da produção de suas colônias para sustentar uma grande classe de senhores de terras, nobres e clérigos.
O Iluminismo era uma fonte expoente de anticlericalismo na Europa, e Carlos III buscou fortalecer o poder da Coroa espanhola (regalismo) em detrimento do poder político exercido pela Igreja Católica através do Papado. No reinado de Fernando VI, a influência da Companhia de Jesus foi severamente reduzida permitindo, por exemplo, que os monarcas pudessem nomear diretamente os bispos, poder que os reis franceses já exerciam desde o século XV. Carlos III, que defendia uma política centralizada e a rápida modernização do país, expulsou os Jesuítas da Espanha em 1767. Por sua vez, a Inquisição foi reduzida apesar de não completamente suspensa.

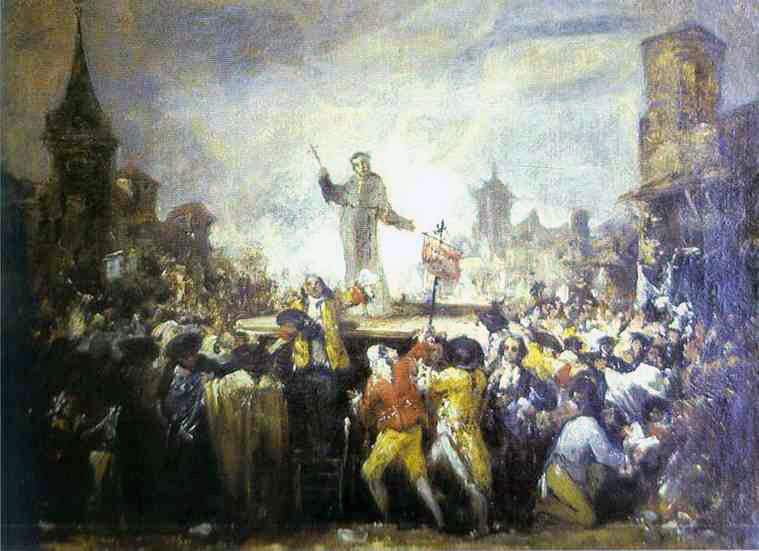
Motins de Esquilache (1766), por Francisco Goya. A liberalização do comércio por Esquilache causou um forte aumento nos preços de grãos e uma onda de revoltas populares.

A reforma agrária alienou tanto os alto clero quanto as elites fundiárias na Espanha. Carlos III optou por aliar-se à classe média composta por comerciantes. Defensor do livre comércio, Carlos III reduziu as barreiras tarifárias que haviam sido o cerne da política comercial espanhola durante séculos. O Marquês de Esquilache, seu Ministro da Economia, flexibilizou com sucesso o comércio de grãos em 1765, mas acabou gerando o Motim de Esquilache diante o aumento expressivo do preço de alimentos.
Embora acreditasse no governo centralizado e continuasse as reformas de seus antecessores para reduzir a autonomia das cortes regionais que poderiam desafiar seu poder, Carlos III aprovou o estabelecimento de protótipos de câmaras de comércio, as Sociedades Económicas de Amigos do País, para incentivar desenvolvimento econômico e iniciativa privada. A infraestrutura nacional foi melhorada para promover o desenvolvimento da manufatura espanhola e um sistema monetário unificado foi implementado.

### Reinado de Carlos IV (1788–1808)

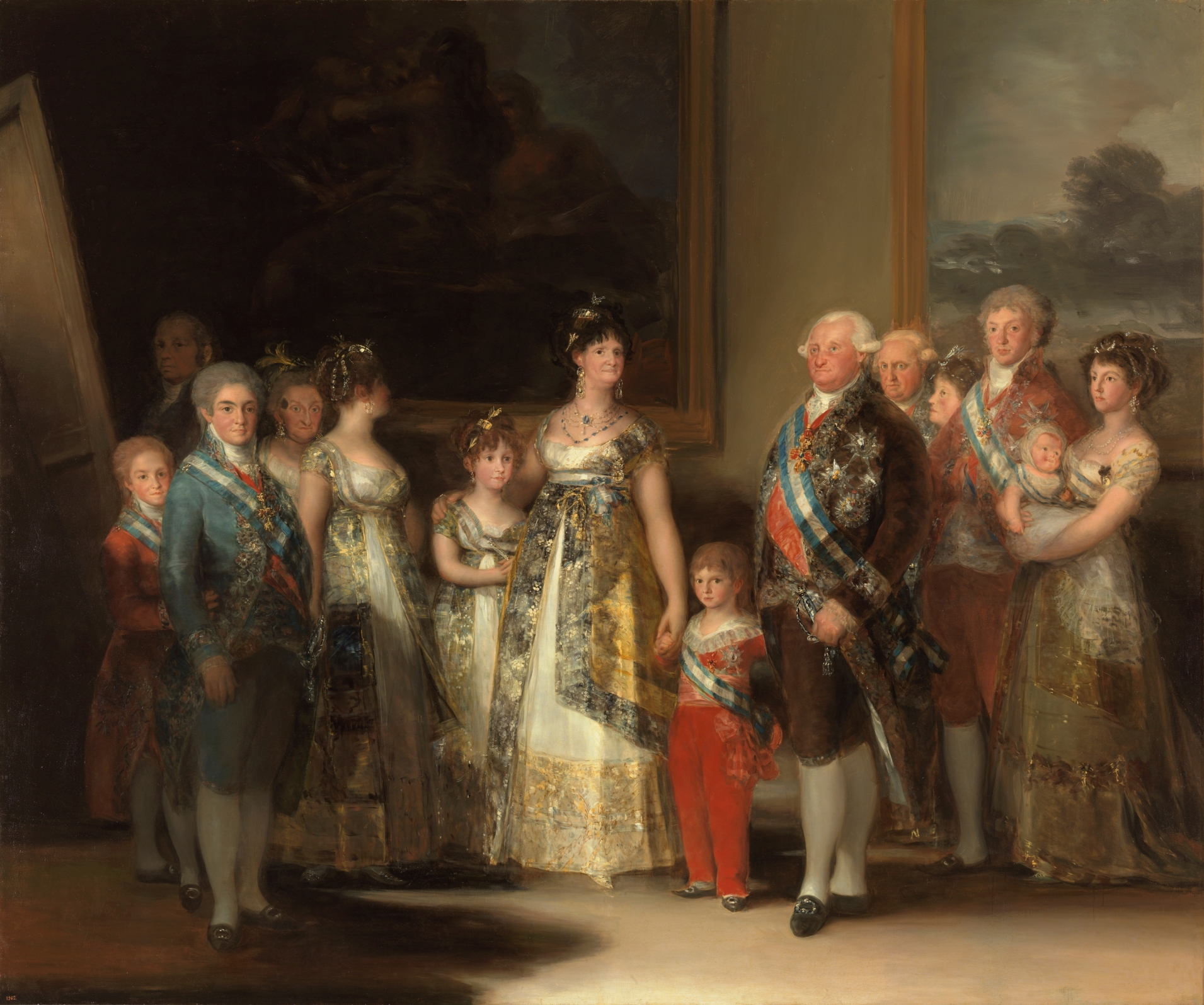
A Família de Carlos IV (1800), por Francisco de Goya.

Carlos III morreu em 14 de dezembro de 1788 e foi sucedido por seu filho, Carlos IV. Sete meses depois de sua ascensão ao trono, os revolucionários franceses invadiram a Bastilha, iniciando a Revolução Francesa que depôs o ramo francês da Casa de Bourbon e culminou na execução pública de seu primo, Luís XVI de França, em 1793. Após a ascensão de Napoleão Bonaparte como Primeiro-cônsul, a Espanha sentiu o impacto das novas ambições políticas da França.
Filipe, Duque de Calábria - filho mais velho de Carlos III - era epilético e deficiente mental e foi excluído da sucessão ao trono em favor de seu irmão, Carlos IV. Carlos IV era visto por muitos de seu tempo como tão desinteressado em política quanto Fernando VI. Educado em Nápoles, Carlos chegou à Espanha, tendo como principal interesse a caça. Durante todo o seu governo, suas políticas foram dominadas pelos interesses de sua esposa, Maria Luísa de Parma. O monarca manteve muitos dos ministros que serviram anteriormente ao seu pai enquanto promoveram a ascensão política de Manuel de Godoy a Ministro-Chefe em 1792.
O Ministro-chefe durante a ascensão de Carlos IV, José Moñino, Conde de Floridablanca, deixou o cargo relutantemente e tinha ainda muitos apoiadores na corte, principalmente em Castela. O principal oponente de Floridablanca na política espanhola era Pedro Pablo, Conde de Aranda, o líder da facção aragonesa e que recebeu apoio de Godoy. Com a eclosão da Revolução Francesa e a execução de Luís XVI de França em 1792, o liberalismo de Floridablanca enfrentou maior ceticismo. Aranda e Godoy prenderam Floridablanca ainda neste mesmo ano sob a acusação de peculato, da qual ele foi posteriormente absolvido.
O espírito de reforma que havia tornado o reinado de Carlos III uma era de renovação e prosperidade para a Espanha foi extinto no reinado de Carlos IV. Sua rainha-consorte e seu amante não estavam interessados na melhoria da burocracia espanhola e consideravam Floridablanca um expoente do mesmo tipo de liberalismo que estava dilacerando a França. A facção aragonesa liderada por Aranda, aliada a muitas das causas que se opuseram às reformas de Carlos III, conseguiu desfazer grande parte das mudanças ocorridas nas décadas anteriores.